# Manita Koop
Maria Elisabeth Helena (Manita) Koop (Den Hoorn (Midden-Delfland), 25 juli 1958) is een Delftse politica voor het CDA. Voor die partij is zij sinds mei 2019 hoogheemraad van Delfland. Ook was ze tussen april 2007 en april 2009 lid van het College van Gedeputeerde Staten van de provincie Zuid-Holland.
Manita Koop volgde na het Stanislascollege in Delft een opleiding aan de Pedagogische Academie Rotterdam en was docent van 1979 tot 1985. Daarna ging zij in de journalistiek en schreef voor onder andere de Haagsche Courant en voor verschillende dag-, week- en agrarische vakbladen. Zij behaalde in 1989 haar doctoraalexamen Nederlandse Taal- en Letterkunde aan de Universiteit Leiden. Van 1988 tot 2003 was ze lid van de gemeenteraad van Delft, en van 1998 tot 2000 tevens voorzitter van de CDA-fractie. In 1992 werd ze directeur en mede-eigenaar van een adviesbureau voor communicatie en organisatie, het Bureau Koop & Koot Delft. Vanaf 2005 was zij bij adviesorganisatie Mercuri Urval consultant in de Publieke sector en met ingang van 2007 nam ze zitting in de Raad van Advies van dat bedrijf. Van april 2007 tot april 2009 was ze lid van het College van Gedeputeerde Staten van de provincie Zuid-Holland. Haar portefeuille bestond uit ruimtelijke ontwikkeling, stedenbouw, stedenbaan en wonen, alsmede onderwijs en arbeidsmarkt. In april 2009 kwam zij naar eigen zeggen in conflict met haar eigen fractie over de verdeling van de schaarse ruimte in de provincie, waarna zij haar functie neerlegde.
van 2010 tot 2019 was ze directeur van het projectbureau van de Vereniging Regio Water.
Sinds de waterschapsverkiezingen 2015 is Koop lid van de verenigde vergadering van het hoogheemraadschap van Delfland. In 2019 nam ze zitting in het nieuwe college van dijkgraaf en hoogheemraden.

## Wetenswaardigheden
- Ze schreef in 1989 het boekje Dat is goud: tuinbouwtaal uit 't Westland, en ze was mede-auteur van een pleidooi voor een omslag in de provinciaalse politieke cultuur onder de titel Meer doen en minder vergaderen; De oplossing.[4]